# Vilkaviškis
Vilkaviškis  este un oraș din sud-vestul Lituaniei. Se află la 25 de kilometri nord-vest de Marijampolė, pe malul râului Șeimena. Orașul și-a luat numele de la râul Vilkauja, un afluent al râului Šeimena. Inițial a fost numit Vilkaujiškis. Numele a fost ulterior schimbat într-o formă mai ușor de pronunțat, Vilkaviškis. 
Până în 1941, orașul a avut o mare comunitate evreiască, care a fost anihilată de naziști și de colaboratorii lor locali, naționaliști lituanieni. Întreaga populație evreiască a fost ucisă într-o singură zi după intrarea germanilor în oraș. Acesta este orașul din care a început Revoluția conopidei (în lituaniană: Kalafiorų revoliuciją). 

## Nume
Numele orașului în alte limbi este: în poloneză Wyłkowyszki; în idiș Vilkovishk; în germană Wilkowischken, în rusă Вилкавишкис. Alte variante sunt Vilkavishkis și Wilkowyszki.

## Istorie

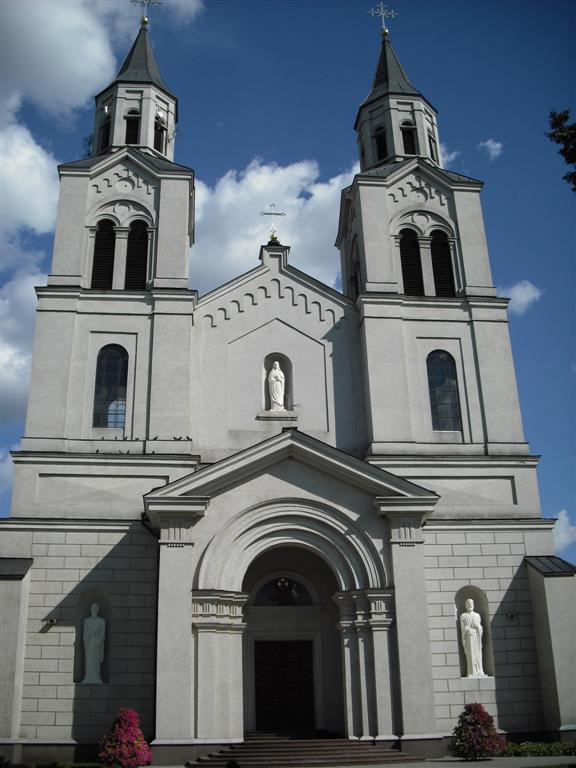
Episcopia catolică din Vilkaviškis

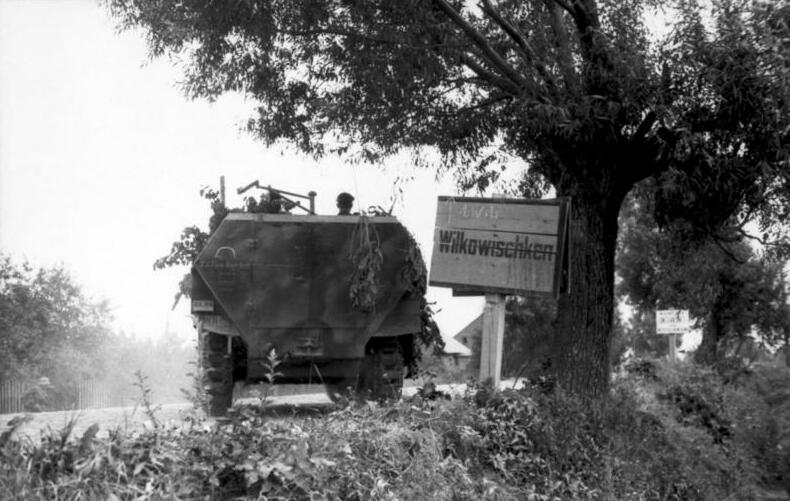
Unități germane în oraș în timpul celui de-al doilea război mondial

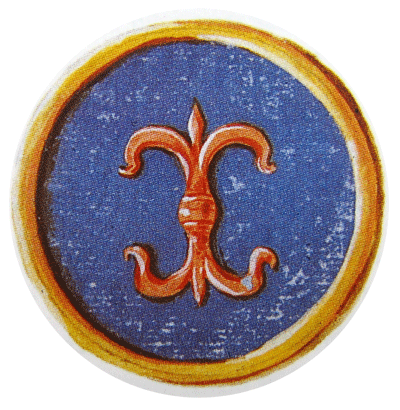
Vechea stemă

Orașul a primit drepturi de oraș în 1670 de la regele Poloniei, Ioan Cazimir al II-lea Vasa, acesta  a fost unul dintre primele privilegii acordate unui loc din Lituania. Stema orașului a fost cel mai probabil împrumutată de la familia Pac, proprietară a satului în acel moment. Krzysztof Zygmunt Pac a fost, de asemenea, cancelar al Lituaniei.
A rămas în Uniunea statală polono-lituaniană până în 1795, când, prin Prima împărțire a Poloniei, a devenit parte a Regatului Prusiei. Regiunea în care se află orașul a fost împărțită între Prusia și Rusia până în 1807. În acest moment, orașul a fost încorporat în Ducatul de la Varșovia și a fuzionat în regiunea Białystok. După înfrângerea lui Napoleon Bonaparte în 1815, regiunea a intrat în componența Rusiei, apoi a fost parte a Poloniei Congresului ca parte a districtului Augustów și mai târziu a districtului Suwałki. În 1856, marea majoritate a populației orașului era evreiască, cu 4.417 de evrei și doar 834 de creștini. În timpul primului război mondial orașul a fost capturat de forțele germane și a fost ocupat până în 1918, când locul a devenit parte a Lituaniei independente. În perioada interbelică a fost construită o linie de cale ferată care trece prin orașul  Marijampolė din apropiere, ceea ce a făcut ca acesta să devină noul centru regional, înlocuind Vilkaviškis din rolul său tradițional. 
La scurt timp după izbucnirea celui de-al doilea război mondial, controlul zonei a căzut în mâinile sovieticilor, între 1940 și 1941, pe baza pactului Molotov-Ribbentrop. În 1941, Germania nazistă a atacat Uniunea Sovietică, a invadat Lituania și a ocupat orașul. Între iunie și septembrie 1941, germanii, împreună cu colaboratorii lituanieni, au distrus aproape toate casele din oraș și au ucis mai mult de 3000 de persoane, majoritatea evreilor. Orașul a fost scena unui contraatac de succes al diviziei germane de tancuri Panzer Großdeutschland în toamna anului 1944, iar după lupte a fost scena unor fotografii de propagandă în care numele orașului era prezentat în mod proeminent. Orașul a fost capturat de Armata Roșie în august 1944. După război, a făcut parte din Republica Sovietică Socialistă Lituaniană în cadrul Uniunii Sovietice.
Când Lituania și-a recâștigat independența în 1991, orașul a devenit capitala nou-înființatului district municipal Vilkaviškis.

## Atracții și cultură
Catedrala Catolică a Fecioarei Maria a fost construită în apropierea confluenței râurilor în 1881. Biserica Catolică a Înălțării Sfintei Cruci (cu elemente de arhitectură ortodoxă) se află puțin mai departe în direcția Marijampole. În Vilkaviškis  se mai găsesc Muzeul de istorie locală, Casa de Cultură, oficiul poștal, administrația locală, spitalul raional, mai multe supermarketuri mari (MAXIMA, IKI, NORFA), magazinul de materiale de construcții VilkaSTA. 
Există mai multe terenuri de fotbal cu infrastructură pentru atletism. În centrul orașului, a fost recent construit un teren de baschet.
La marginea orașului (în direcția Kybartai și regiunea Kaliningrad) se află Lacul Pajerziai (fostă o mlaștină).

## Transport
În Kybartai,  20 km  vest de Vilkaviškis și la granița cu regiunea Kaliningrad, Rusia, există posibilitatea transferului către trenurile rusești de tranzit internațional cu ecartament diferit de cel european. 
Din Marijampolė, se poate circula cu trenul spre Varșovia (cu transfer la Šeštokai) și spre Europa. O linie de ecartament european de 1435 mm este construită de la Kaunas până la granița cu Polonia.
Există o rețea foarte bine dezvoltată de rute de autobuze suburbane.

## Persoane notabile
Din oraș și din împrejurimi: 
- Jonas Basanavičius, activist al Renașterii Naționale Lituaniene.
- Sonia Gaskell (1904), dansatoare și coregrafă
- Vincas Kudirka, autor al imnului național lituanian (născută în Paežeriai (Pojeziory) din apropiere).
- Marian Lalewicz, arhitect rus și polonez
- Miriam Markel-Mosessohn (1839-1920), scriitor și traducător evreu
- Tautvydas Poniskaitis - jucător internațional lituanian de fotbal - Portar U19  și U21
- Galina Șurepova, prima femela scafandru din marina sovietică; a antrenat delfini militari.